# UNOMIG

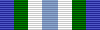
Baretka medalu ONZ za misję UNOMIG

UNOMIG (United Nations Observer Mission in Georgia; Misja Obserwacyjna Narodów Zjednoczonych w Gruzji) – misja pokojowa ONZ działająca w Gruzji w związku z konfliktem między władzami w Tbilisi a pragnącą oddzielić się od Gruzji Abchazją. Nadrzędnym celem UNOMIG było nadzorowanie zawieszenia broni między obiema zwaśnionymi stronami, a ponadto poszukiwanie trwałego, pokojowego rozwiązania konfliktu.
Misja została powołana do życia na mocy rezolucji Rady Bezpieczeństwa ONZ nr 858 z dnia 24 sierpnia 1993.
Według stanu na 31 marca 2007, misja składała się ze 126 obserwatorów wojskowych oraz 100 cywilnych funkcjonariuszy międzynarodowych. Cywilnym szefem misji w randze specjalnego wysłannika sekretarza generalnego ONZ był Jean Arnault (Francja), zaś głównym obserwatorem wojskowym gen. Niaz Muhammad Khan Khattak (Pakistan).
Misja została zakończona w czerwcu 2009 r. na skutek weta Rosji wobec projektu rezolucji Rady Bezpieczeństwa ONZ dotyczącej przedłużenia jej mandatu.